# Bolbocheta haustellata
Bolbocheta haustellata är en tvåvingeart som beskrevs av Jacques-Marie-Frangile Bigot 1885. Bolbocheta haustellata ingår i släktet Bolbocheta och familjen parasitflugor. Inga underarter finns listade.